# ستارو کوریتو
ستارو کوریتو (به صربی: Staro Korito) یک منطقهٔ مسکونی در صربستان است که در کنگاژواتس واقع شده‌است. ستارو کوریتو ۵۱ نفر جمعیت دارد.